# Anna Kantane
Anna Kantane (de soltera Iwanow) (Breslavia, 7 de abril de 1995) es una ajedrecista polaca que ostenta que ostenta el título de la FIDE de Maestra Internacional Femenina (WIM) por la Federación Internacional de Ajedrez.

## Carrera
Kantane alcanzó muy pronto un éxito significativo en torneos de ajedrez. En 2005, ganó la medalla de bronce en el Campeonato Mundial Juvenil de Ajedrez en la categoría femenina Sub-10. En 2007, ganó la medalla de plata en el Campeonato Juvenil Polaco de Ajedrez y en el Campeonato Juvenil Europeo de Ajedrez en la categoría femenina Sub-12. Un año después, en 2008, ganó el Campeonato Juvenil Polaco de Ajedrez en la categoría femenina Sub-14, pero en 2011 repitió este éxito en el Campeonato Juvenil Polaco de Ajedrez en la categoría femenina Sub-16. 
En 2011, ganó el Campeonato Polaco de Ajedrez por Equipos Femenino con el club de ajedrez KSz Polonia Wrocław de Breslavia. En 2012, ganó la medalla de bronce en el Campeonato Polaco Juvenil de Ajedrez en la categoría femenina Sub-18. En 2013, en Mariánské Lázně, quedó en segundo lugar en el torneo «B» del Festival Internacional de Ajedrez.
Kantane jugó para el equipo de Polonia:
- En el Campeonato Europeo Femenino por Equipos de Ajedrez, en el que participó en 2013;[4]
- En el Campeonato Europeo Femenino por Equipos de Ajedrez Sub-18, en el que participó en 2013 y ganó la medalla de plata en la competición por equipos y la medalla de oro en la competición individual.[5]

En 2012, le fue concedido el título de Maestra Internacional Femenina (WIM) de la FIDE.

## Vida personal
En 2015, se casó con el gran maestro de ajedrez letón Toms Kantāns (nacido en 1994).